# Servius Sulpicius Galba
Pour les articles homonymes, voir Sulpicius Galba.
Servius Sulpicius Galba a servi de tribun militaire dans la 2e légion en Macédoine, sous Lucius Aemilius Paullus Macedonicus, à qui il était personnellement hostile.
En -167, après avoir conquis la Macédoine et vaincu Persée, Aemilius revint à Rome. Galba essaya d'empêcher son triomphe, mais ne réussit pas, bien que ses efforts pour y arriver aient été considérables.
Il est de la même famille que Publius Sulpicius Galba Maximus, consul en -211 et -210 et dictateur en -203.

## La gestion de l'Hispanie

### Les problèmes en Lusitanie
En -151, Galba est propréteur, et reçoit l'Hispanie ultérieure (qui sera scindée plus tard entre la Bétique et la Lusitanie, durant le règne d'Auguste), continuant une guerre contre les Celtibères. À son arrivée, il sauve quelques sujets romains qui étaient menacés par des Lusitaniens. Mais, avec son armée épuisée et indisciplinée, il était imprudent de les poursuivre. À la suite de divers accrochages avec les Lusitaniens, dans lequel 7 000 Romains sont tombés, Galba rassembla les restes de son armée et de ses alliés, et prit ses quartiers d'hiver à Conistorgis (oppidum dont la localisation exacte est inconnue). 
Au printemps -150, il reprit la route de la Lusitanie, et ravagea le pays. Les Lusitaniens lui envoyèrent une ambassade, déclarant qu'il avait violé le traité qu'ils avaient conclu avec Marcus Atilius en -152, traité qui avait été refusé par le Sénat.
Il reçut les ambassadeurs avec bonté, et déplora que les circonstances, particulièrement la pauvreté de leur pays, les eurent entrainés à leur révolte contre les Romains. Il leur promit trois territoires, dont les terres étaient fertiles, afin qu'ils s'y installent avec leurs femmes et les enfants, à condition qu'ils restent les alliés fidèles de Rome. Une fois les Lusitaniens installés, il attaqua alors l'un après l'autre les trois territoires, massacrant la population sans aucune pitié. Très peu purent s'échapper, mais parmi les survivants se trouvait Viriatus, qui prit peu après la tête de la révolte contre Rome.

### Comparution devant le Sénat
En -149, quand Galba fut revenu à Rome, le tribun de la plèbe Titus Scribonius Libo l'attaqua en justice, pour avoir commis ce massacre honteux. C'est Caton l'Ancien, malgré ses 85 ans, qui fut le plus virulent au Sénat contre lui. Galba, bien qu'un homme de grande puissance oratoire lui-même, ne put se justifier devant ses adversaires. Il obtint son acquittement en corrompant certains sénateurs, et en faisant venir ses propres enfants et l'enfant orphelin d'un parent pour implorer leur pitié.

### Le Consulat
En -144, il devient consul avec Lucius Aurelius Cotta. Les deux consuls entrèrent en concurrence pour prendre le commandement contre Viriatus en Espagne. Une grande dissension régna au Sénat à ce sujet, et la conclusion fut que ni l'un ni l'autre ne devraient être envoyés en Espagne, et que Quintus Fabius Maximus Aemilianus, le consul de l'année précédente, devrait continuer à commander l'armée en Espagne.
Selon Suétone, Galba était également l'orateur le plus éloquent de son temps.